# Ампар, Рафаэль Шлатерович
Рафаэль Шлатерович Ампар (абх. Рафаель Шлатер-иԥа Амԥар; род. 20 марта 1964 Абхазская ССР) — член Правительства Республики Абхазия; с 24 марта 2005 по 28 октября 2011 года — Председатель Государственного комитета Республики Абхазия по делам молодежи и спорта.

## Биография
Родился в 1964 году в Абхазии. В 13 лет был зачислен в спортинтернат г. Ростова-на-Дону на отделение футбола. Обучался вместе с Алексеем Еременко, Романом Хагба, Геннадием Степушкиным.
В 1981 году после выпуска из спортинтерната поступило предложение остаться в СКА, но вернулся в Абхазию, где несколько лет играл в «Динамо» (Сухуми). По состоянию здоровья не смог продолжить карьеру футболиста, в связи с чем оставил большой спорт.
Был президентом федерации футбола Абхазии, затем заместителем министра по делам молодежи спорта и туризма.
24 марта 2005 года указом президента Абхазии назначен Председателем государственного комитета по делам молодежи и спорта.